# جوش وات
جوش وات (بالإنجليزية: Josh Watt)‏ هو لاعب كرة قدم بريطاني في مركز نصف الجناح، ولد في 31 أغسطس 1993 في اسكتلندا في المملكة المتحدة. لعب مع ابروتاباندلاج أكرانيس وريث روفرز ونادي ستنهاوسموير ونادي ستيرلينغشير الشرقية ونادي ماذرويل.

## وصلات خارجية
- جوش وات على موقع قاعدة بيانات كرة القدم.إي يو (الإنجليزية)
- جوش وات على موقع Soccerbase.com (لاعب) (الإنجليزية)
- جوش وات على موقع Soccerway.com (الإنجليزية)